# Myrrha
Pour les articles homonymes, voir Myrrha (homonymie).
 (octobre 2020).
Dans la mythologie grecque, Myrrha (en grec ancien Μύρρα / Múrra) n'apparaît que dans l'une des légendes sur la naissance d'Adonis où elle est sa mère.
Plusieurs généalogies sont proposées : fille du roi Cinyras de l'île de Chypre ou, sous le nom de Smyrna, fille de Theias, roi des Assyriens.
La version la plus élaborée de sa légende est relatée par l'auteur latin Ovide dans ses Métamorphoses. C'est lui qui fait d'elle la mère d'Adonis.

## Mythe
Cinyras, le roi du Chypre, affirma un jour que la beauté de sa fille, Myrrha (ou Smyrna) surpassait celle de la déesse Aphrodite. Courroucée, la déesse se vengea, en faisant en sorte que Myrrha soit éprise d'un amour incestueux pour son père. Durant une nuit, Myrrha se faufila dans la couche de son père. De cette union naquit un fils nommé Adonis. Épouvanté par la découverte de son crime, le roi chassa sa fille de son palais. Lorsque Myrrha fut parvenue au sommet d'une colline, elle fut métamorphosée en arbre à myrrhe par Aphrodite. La déesse, prise de pitié, décida de recueillir Adonis.

## Myrrha, mère d'Adonis?
L'auteur latin Ovide relate cette légende dans ses Métamorphoses. Il reprend, avec le nom de Myrrha, la légende relatée par l'auteur grec Panyasis du Ve siècle avant notre ère (cf. infra).
D'autres généalogies existent pour Adonis mais Myrrha en est absente. Certains auteurs ont cependant rapproché Myrrha de Smyrna :

Le Pseudo-Apollodore, auteur tardif (Ier siècle-IIe siècle), donne plusieurs versions de la généalogie d'Adonis :
- Bibliothèque, III, 14, §3 (traduction Clavier, 1805) : Cinyre et Métharné (fille de Pygmalion, roi de Chypre) ont deux fils (Oxyporus et Adonis) et trois filles (Orsédice, Laogora, Braesia). Il n'est fait aucune mention de Myrrha ou de Smyrna.
- Bibliothèque, III, 14, §4 (traduction Clavier, 1805) rapporte deux autres versions de la généalogie d'Adonis. Il n'est fait aucune mention de Cinyras ou de Myrrha.
  - Hésiode fait d'Adonis un fils de Phoenix et d'Alphésibée ; pas d'autres détails.
  - Panyasis fait d'Adonis un fils du roi Théias des Assyriens et de sa fille Smyrna : « Smyrne, qu'Aphrodite, irritée de ce qu'elle ne lui rendait aucun culte, rendit amoureuse de son père ; elle parvint par le moyen de sa nourrice à coucher douze nuits avec lui ; mais il s'en aperçut, et la poursuivit l'épée à la main pour la tuer. Se voyant sur le point d'être prise, elle pria les dieux de la faire disparaître et, par compassion, ils la changèrent en un arbre qu'on appelle smyrne. Le dixième mois après, l'arbre s'entrouvrit, et celui qu'on nomme Adonis en sortit. Aphrodite, voyant sa beauté, le mit encore enfant dans un coffre pour le cacher aux autres dieux » (cf. Adonis pour la suite du texte).

## La myrrhe
Les larmes de Myrrha, métamorphosée en arbre, seraient à l'origine de la myrrhe[réf. nécessaire].
La myrrhe était précieuse dans l'Antiquité ; elle servait pour les embaumements. Elle était également utilisée en médecine, en parfumerie et pour la fabrication de l'encens[réf. nécessaire].
Le mot français « myrrhe » dérive du latin myrrha, lui-même dérivé du grec ancien μύρρα, múrra signifiant « parfum ».

Ce dernier est probablement apparenté à l'arabe مر mour, de même sens, et à l'hébreu מור, mor signifiant « myrrhe »,.

## Développements ultérieurs

### Peinture

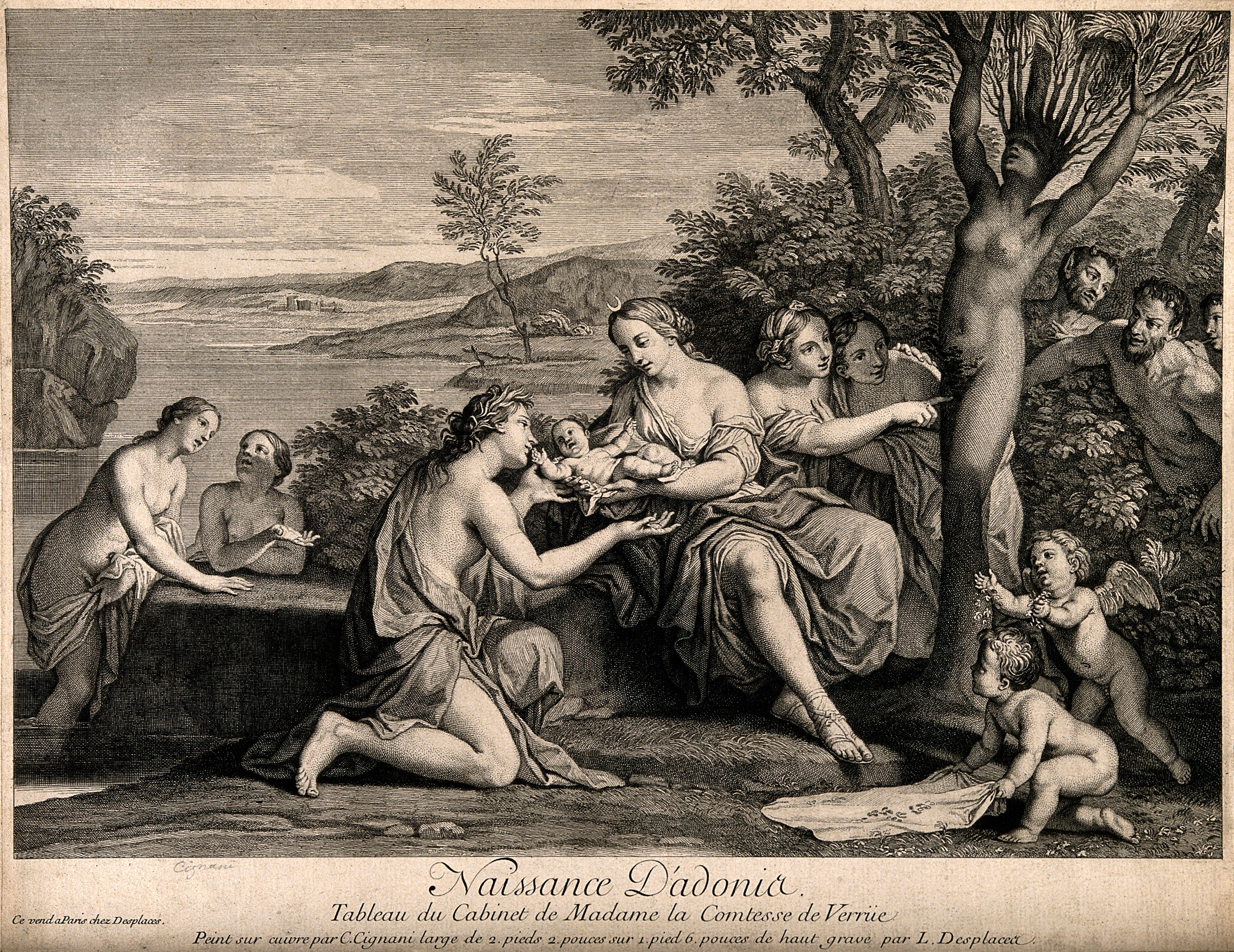
La Naissance d'Adonis, gravure de Louis Desplaces d'après Carlo Cignani.
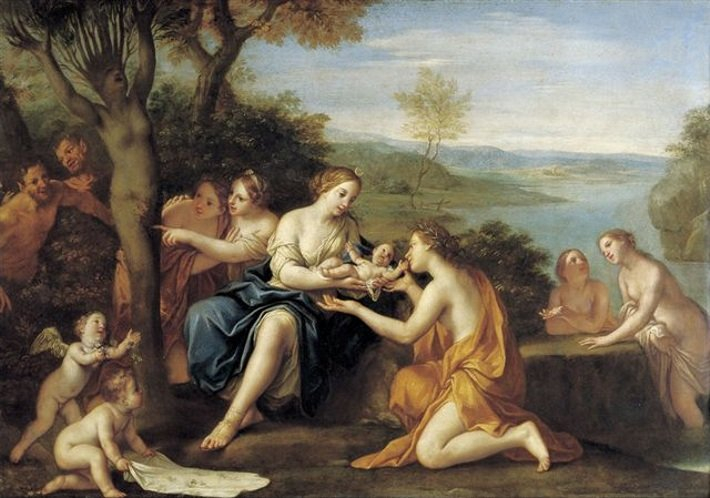
Naissance d'Adonis, d'après une peinture de Marcantonio Franceschini, 1685-1690.
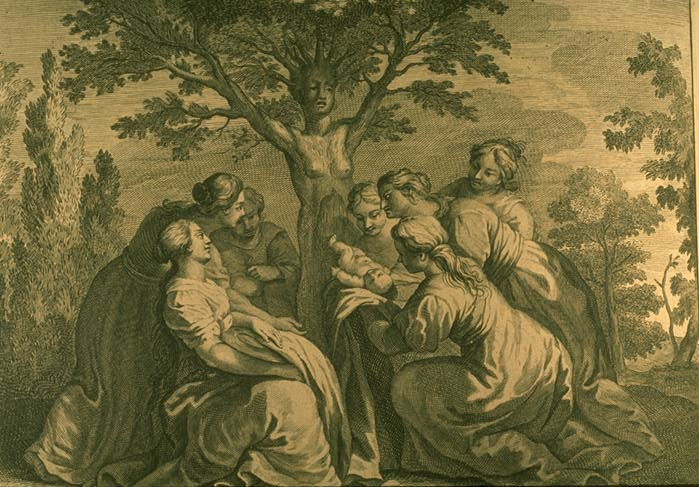
La naissance d'Adonis, gravure pour le livre X des Métamorphoses d'Ovide.

### Théâtre
- Myrrha est un drame d'Alfieri.

### Opéra
- Mirra est un opéra en deux actes et un intermède composé par Domenico Alaleona sur la base des deux derniers actes de la pièce d'Alfieri.

### Sources antiques
- Antoninus Liberalis, Métamorphoses [détail des éditions] (XXXIV).
- Pseudo-Apollodore, Bibliothèque [détail des éditions] [lire en ligne] (III, 14, 3-4).
- Hygin, Fables [détail des éditions] [(la) lire en ligne] (LVIII).
- Ovide, Métamorphoses [détail des éditions] [lire en ligne] (X, 298-518) et Art d'aimer [détail des éditions] [lire en ligne] (I).